# Подмена (фильм, 2008)
«Подме́на» (англ. Changeling) — американский триллер режиссёра Клинта Иствуда по сценарию Дж. Майкла Стражински с Анджелиной Джоли в главной роли. Действие фильма происходит в конце 1920-х годов в Лос-Анджелесе и основано на подлинной истории женщины, которая понимает, что мальчик, которого ей вернула полиция после похищения, не её сын. Отчаявшись добиться возобновления поисков своего сына, она обращается к журналистам. Но городским властям это невыгодно, её признают плохой матерью и объявляют помешавшейся. В фильме раскрываются такие темы, как бесправие женщин, коррупция в политической системе и влияние насильственных преступлений на общество.

## Сюжет
В 1928 году живущая в пригороде Лос-Анджелеса телефонистка Кристин Коллинз, вернувшись домой с работы, обнаруживает пропажу своего девятилетнего сына Уолтера. Преподобный Густав Бриглеб предаёт случай Кристин огласке в качестве очередного доказательства некомпетентности и коррумпированности Департамента Полиции Лос-Анджелеса. Спустя пять месяцев после исчезновения Уолтера полиция сообщает Кристин, что он был найден живым в Де-Калбе (какой-то мужчина оставил его в придорожном кафе). Считая, что предание широкой огласке поможет обществу на время забыть об их запятнанной репутации, полиция Лос-Анджелеса организует публичное воссоединение Кристин с сыном.
Однако Кристин, увидев мальчика, замечает, что он хоть и очень похож, но не Уолтер, но глава отдела по делам несовершеннолетних капитан Джей-Джей Джонс настаивает, что это именно Уолтер Коллинз, и Кристин под его давлением соглашается отвести мальчика домой «в порядке эксперимента». В новоиспечённом «сыне» она в первый же день замечает ряд странностей: мальчик обрезан и ниже Уолтера ростом. Она сообщает об этом Джонсу, и тот посылает к ней доктора, который объясняет всё очень просто: мальчика мог подвергнуть обрезанию тот мужчина, который оставил его в кафе, а разница в росте объясняется тем, что он явно получил психологическую травму и его позвоночник мог сократиться. Вслед за этим пресса с подачи полиции пишет, что Кристин плохая мать.
Её попытки заставить мальчика рассказать правду заканчиваются ничем: когда женщина начинает выходить из себя, «Уолтер» замыкается в себе. Бриглеб объясняет Кристин, что полиция старается дискредитировать её. Кристин, однако, всё же удаётся добиться некоторого успеха: школьная учительница Уолтера и стоматолог, у которого наблюдался мальчик, твёрдо уверены в том, что перед ними самозванец, и пишут соответствующие показания, а Кристин рассказывает всю историю прессе. Тогда Джонс отправляет Кристин на принудительное лечение в окружную больницу Лос-Анджелеса в психиатрическое отделение для женщин с диагнозом «Код 12», под которым в то время сажали в тюрьмы и лечебницы людей, считавшихся опасными для общества. В психушке Кристин очень скоро обнаруживает, что диагноз «Код 12» носят женщины, которые осмелились пойти против полицейских Лос-Анджелеса. Так она знакомится с проституткой Кэрол Дэкстер, которая поплатилась только за то, что осмелилась написать заявление против полицейского, который был избивавшим её клиентом. Доктор Стил считает Кристин сумасшедшей и вынуждает её принять транквилизаторы. Он готов выписать её, только если она официально признает, что ошибалась, говоря, что полиция нашла не её сына; Кристин отказывается.
Тем временем детектив Лестер Ибарра приезжает на ранчо Гордона Норткотта в Вайнвилле, чтобы забрать оттуда подростка из Канады Сэнфорда Кларка, потому что тот незаконно пересёк границу США. Самого хозяина ранчо Ибарра не застаёт и находит только явно напуганного Сэнфорда, который безуспешно пытается сбежать от него. В полиции Сэнфорд, узнав, что его поймали только для депортации, рассказывает Ибарре шокирующую историю: его кузен Гордон Норткотт и сам Сэнфорд под его давлением убили около двадцати маленьких мальчиков. Норткотт использовал Сэнфорда в качестве приманки: дети, видя Сэнфорда, безбоязненно садились к Норткотту в машину, и он увозил их к себе на ранчо, где запирал в курятнике, а потом, когда их набиралось несколько, заживо зарубал топором, иногда угрозами заставляя делать это Сэнфорда. Останки они закопали там же на ранчо. Тогда Ибарра показывает мальчику фотографии детей, пропавших в Калифорнии в последнее время, и просит показать, был ли на ранчо кто-то из них. Среди указанных Сэнфордом присутствует фотография Уолтера Коллинза.
Гордона Норткотта объявляют в розыск и позже ловят в Канаде, куда он сбежал, когда увидел Ибарру, подъезжающего к его ранчо (он ошибочно решил, что полиция едет за ним, а не за Сэнфордом). Параллельно на ранчо находят закопанные останки детей, и разгорается страшный скандал: Кристин освобождают из психушки, когда преподобный Бриглеб показывает доктору Стилу статью в газете, сообщающую, что среди убитых детей на ранчо Норткотта был Уолтер. Позже Кристин и Бриглеб добиваются выпуска всех пациентов с диагнозом «Код 12». История Норткотта и Кристин Коллинз вызывает такой резонанс, что в срочном порядке проводят сразу два судебных разбирательства: одно над Норткоттом, второе — над полицией Лос-Анджелеса.
В итоге Джонса и шефа полиции Джеймса Дэвиса отстраняют от их должностей, а Норткотта приговаривают к повешению через два года в тюрьме Сан-Квентин. На суде он говорит Кристин, что не убивал Уолтера, чем даёт ей надежду, что её сын жив (бытует мнение, что Сэнфорд мог ошибиться — дети, которых он опознавал на фотографиях, были очень похожи внешне). В 1930 году, накануне казни, Кристин получает от Норткотта телеграмму с просьбой приехать к нему в тюрьму: он хочет перед смертью покаяться и рассказать ей правду. Кристин приезжает, но Гордон неожиданно отказывается с ней говорить и Кристин ничего не удаётся добиться. Норткотта вешают, Кристин продолжает жить с уверенностью, что её сын жив.
В 1935 году неожиданно объявляется Дэвид Клэй — один из похищенных Норткоттом мальчиков, которому вместе с несколькими другими детьми удалось сбежать с его ранчо. Он рассказывает, что одного из тех мальчиков звали Уолтер Коллинз — Дэвид запомнил его имя, потому что тот помог ему выбраться. Однако, поскольку они сбегали ночью и побежали в разные стороны, то Дэвид не знает, что стало с другими беглецами. После этого Кристин окончательно уверяется в мысли, что Уолтер жив, но по каким-то причинам не может с нею встретиться. Фильм завершается надписями, сообщающими, что Вайнвилль из-за сложившейся репутации был переименован в Мира-Лому, а Кристин Коллинз продолжала разыскивать сына весь остаток жизни.

## В ролях
| Актёр                 | Роль                             |
| --------------------- | -------------------------------- |
| Анджелина Джоли       | Кристин Коллинз                  |
| Джон Малкович         | преподобный Густав Бриглеб       |
| Джеффри Донован       | капитан Джонс                    |
| Гэтлин Гриффин        | Уолтер сын Кристин               |
| Майкл Келли           | детектив Лестер Ибарра           |
| Колм Фиори            | Джеймс Дэвис глава полиции       |
| Джейсон Батлер Харнер | Гордон Норткотт                  |
| Эми Райан             | Кэрол Декстер пациентка больницы |
| Джефф Пирсон          | Хан адвокат                      |
| Денис О’Хэр           | доктор Джонатан Стил             |
| Фрэнк Вуд             | Бен Харрис                       |
| Мишель Мартин         | Сэнди                            |
| Дэвид Конти           | Артур Хатчинс                    |
| Рид Бирни             | мэр Крайер                       |
| Зак Миллс             | мальчик, продающий газеты        |

## Производство и выход
Сценарий был написан Дж. Майклом Стражински, который потратил годы, изучая дело по документам архивов. Продюсированием картины занимались Imagine Entertainment и Malpaso Productions, финансированием и распространением — Universal Pictures. Первоначально в качестве режиссёра был намечен Рон Ховард, но из-за трудностей со временем и всеобщего стремления к ускорению проекта его заменили на Клинта Иствуда. В главной роли — Анджелина Джоли, также в фильме снимались Джеффри Донован, Джон Малкович, Джейсон Батлер Харнер, Эми Райан, Майкл Келли, Джефф Пирсон и Колм Фиори.
Основные съёмки начались 15 октября и были завершены в ноябре 2007 года. Съёмки проходили в окрестностях Лос-Анджелеса, например в городе Пасадена. Премьера «Подмены» состоялась на 61-м Каннском кинофестивале 20 мая 2008 года. Североамериканская премьера прошла 4 октября 2008 года в качестве центрального фильма 46-го Нью-Йоркского кинофестиваля, а в широкий прокат в Северной Америке фильм вышел 31 октября 2008 года. В Соединённом Королевстве и Ирландии картина вышла на экраны 26 и 28 ноября соответственно. Реакция критиков была в целом благоприятной. В России премьера состоялась 15 января 2009 года.

## Сборы
Бюджет фильма составил 55 млн $. В ограниченном прокате — с 24 октября 2008-го, в широком прокате — с 31 октября 2008 по 8 января 2009-го. В первые выходные ограниченного проката собрал 489 015 $ (20-е место, 15 кинотеатров), в первые выходные широкого проката — 9 351 560 $ (4-е место, 1850 кинотеатров). Наибольшее число показов в 1 896 кинотеатрах единовременно. За время проката собрал в мире 113 020 256 $ (53-е место по итогам года) из них 35 739 802 $ в США (80-е место по итогам года) и 77 280 454 $ в остальном мире.
В странах СНГ фильм шёл с 15 января по 4 марта 2009-го и собрал около 30 млн рублей(более 900 тыс. долларов США).

## Награды и номинации

### Награды
- 2009 — премия «Сатурн» лучшей актрисе (Анджелина Джоли)

### Номинации
- 2008 — номинация на приз Золотая пальмовая ветвь Каннского кинофестиваля (Клинт Иствуд)
- 2009 — три номинации на премию «Оскар»: лучшая актриса (Анджелина Джоли), лучшая работа художника-постановщика (Джеймс Мураками, Гэри Феттис), лучшая операторская работа (Том Стерн)
- 2009 — 5 номинаций на премию «Сатурн»: лучший фильм в жанре экшн/приключения/триллер, лучший режиссёр (Клинт Иствуд), лучший сценарий (Дж. Майкл Стражински), лучшая музыка (Клинт Иствуд), лучшие костюмы (Дебора Хоппер)
- 2009 — 8 номинаций на премию Британской киноакадемии: лучшая женская роль (Анджелина Джоли), лучший режиссёр (Клинт Иствуд), лучший оригинальный сценарий (Дж. Майкл Стражински), лучшая работа оператора (Том Стерн), лучшие костюмы (Дебора Хоппер), лучший звук, лучший монтаж (Джоэл Кокс, Гэри Роуч), лучшая работа художника-постановщика (Джеймс Мураками, Гэри Феттис)
- 2009 — две номинации на премию «Золотой глобус»: лучшая женская роль — драма (Анджелина Джоли), лучший саундтрек (Клинт Иствуд)
- 2009 — номинация на премию Гильдии киноактеров США за лучшую женскую роль (Анджелина Джоли)
- 2010 — номинация на премию Японской киноакадемии за лучший зарубежный фильм